# Luz Salgado
Luz Filomena Salgado Rubianes de Paredes (Lima, 3 de juliol de 1949) és una periodista i política peruana que va ser Congressista de la República per Lima Metropolitana per sis períodes no consecutius: de 1995 a 2001 i de 2011 a 2020. A més va ser dues vegades presidenta del Congrés de la República el 2000 i de 2016 a 2017, viceministra de Desenvolupament Regional del Ministeri de la Presidència en 1992 i presidenta executiva de Fons Nacional de Compensació i Desenvolupament Social (FONCODES) de 1991 a 1992.